# Церква Святої Трійці (Сокіл)
Церква Святої Трійці — чинна дерев'яна церква, пам'ятка архітектури місцевого значення, у селі Сокіл Луцького району. Парафія належить до Рожищанського деканату Волинської єпархії ПЦУ. Престольне свято — День Святої Трійці.

## Розташування
Церква знаходиться у центрі села Сокіл, позаду сільської ради.

## Історія

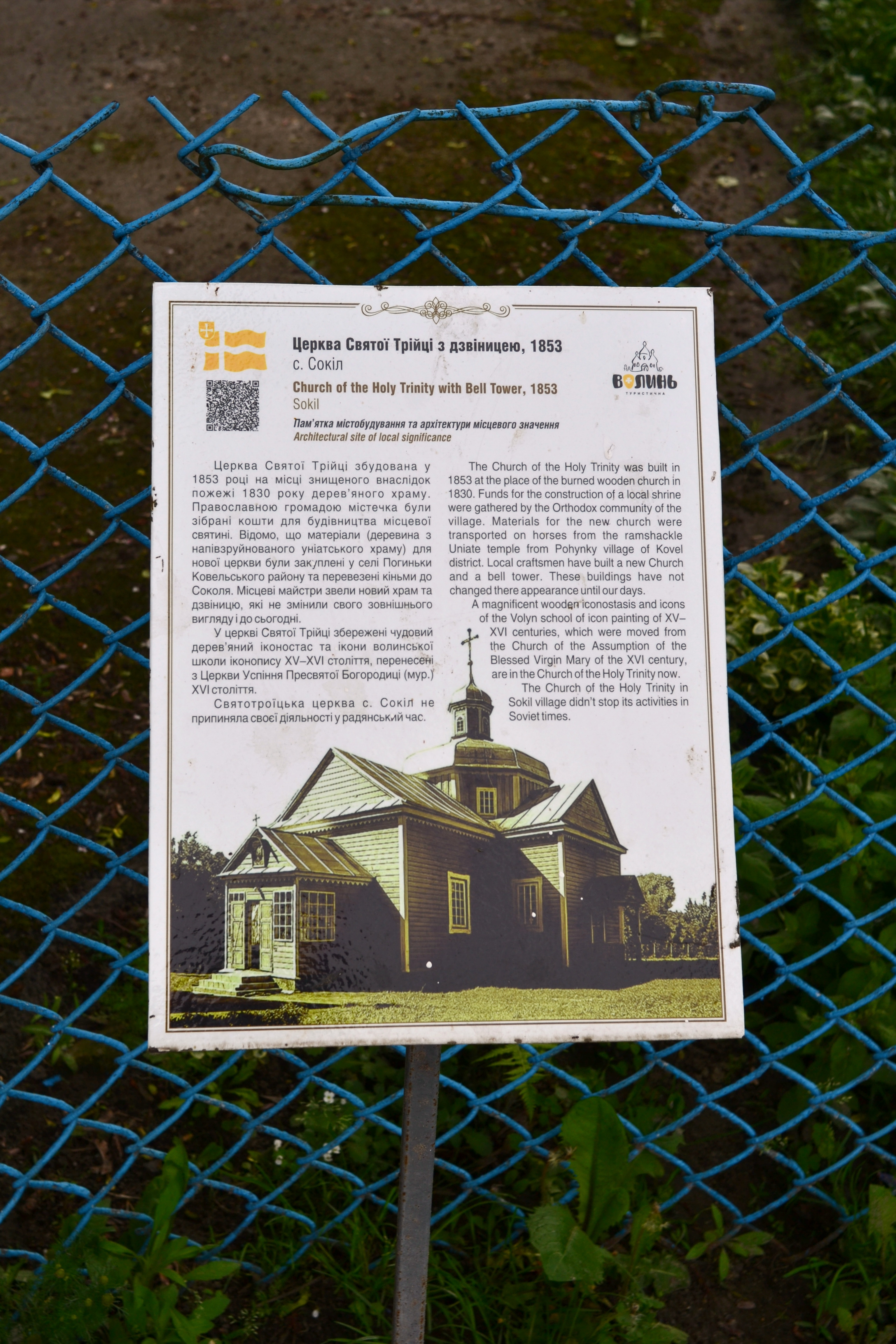

Перші документальні згадки про дерев'яну церкву в селі Сокіл відомі з XVI століття. У 1742 році в церкві був ремонт.
Церква у 1830-ті роки згоріла і була відбудована 1853 року коштом парафіян. Відтоді церква не припиняла своєї діяльності.
У церкві зберігається багато цінних речей, що перебувають на обліку в держреєстрі, серед яких дерев'яний іконостас та ікони волинської школи іконопису XV-XVI століття.

### Перехід з УПЦ МП до ПЦУ
15 травня 2022 року парафія перейшла до Православної Церкви України, проте процес переходу затягнувся на декілька місяців. 11 серпня 2022 року фахівці обласної державної адміністрації провели перевірку й опис майна у церкві та передали її громаді в постійне користування.

## Архітектура
Церква тризрубна одноверха, хрещата в плані. Середхрестя нави завершує низький світловий восьмерик. Баня невисока, приплюснута, її вінчає ліхтар з маківкою.
До бабинця прибудовано невеликий зашклений ґанок, по осі церкви.
З обох боків нави є додаткові входи. До вівтаря прилягає захристія.
Дерев'яна двоярусна дзвіниця стоїть із західного боку від церкви.

## Світлини

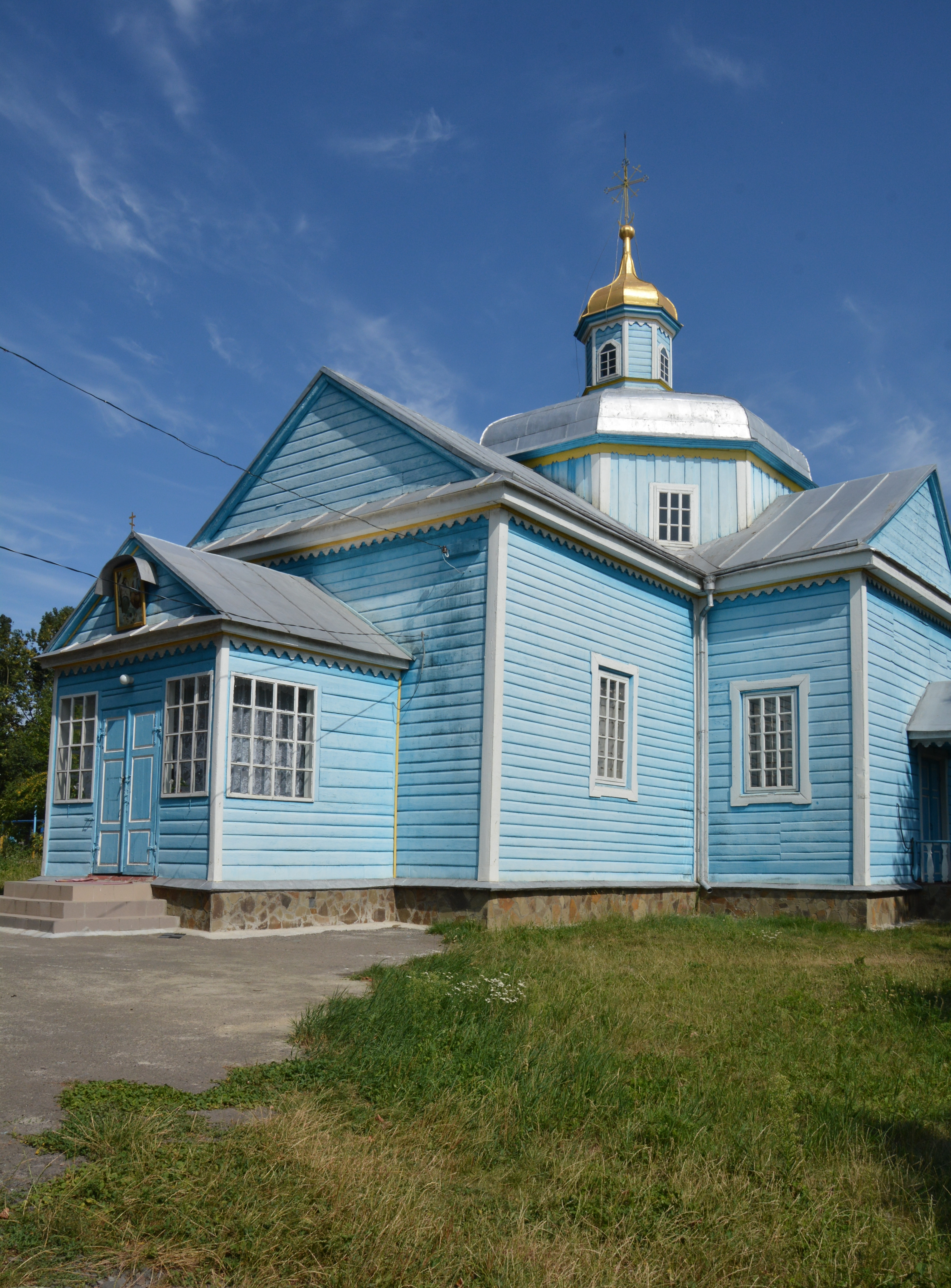
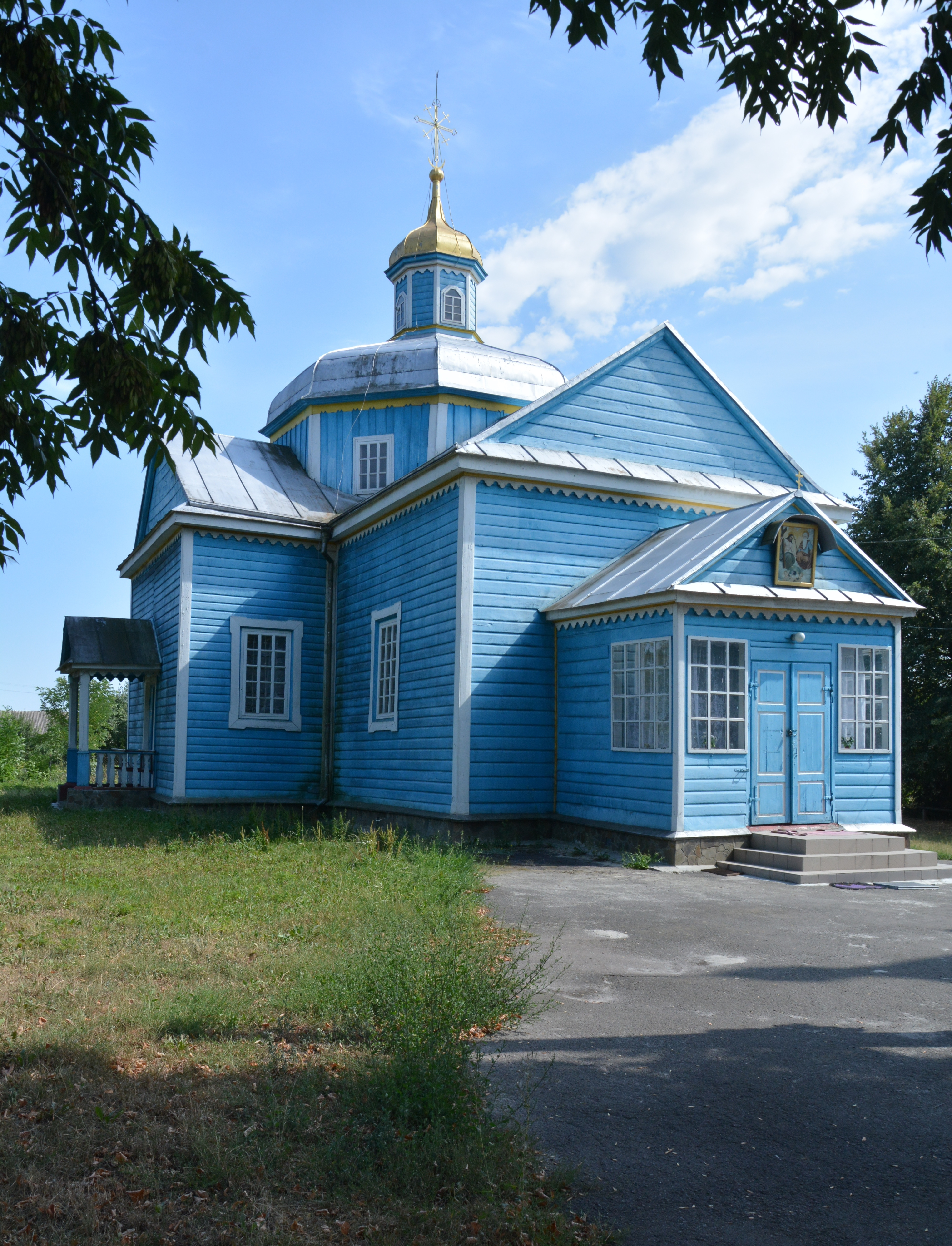
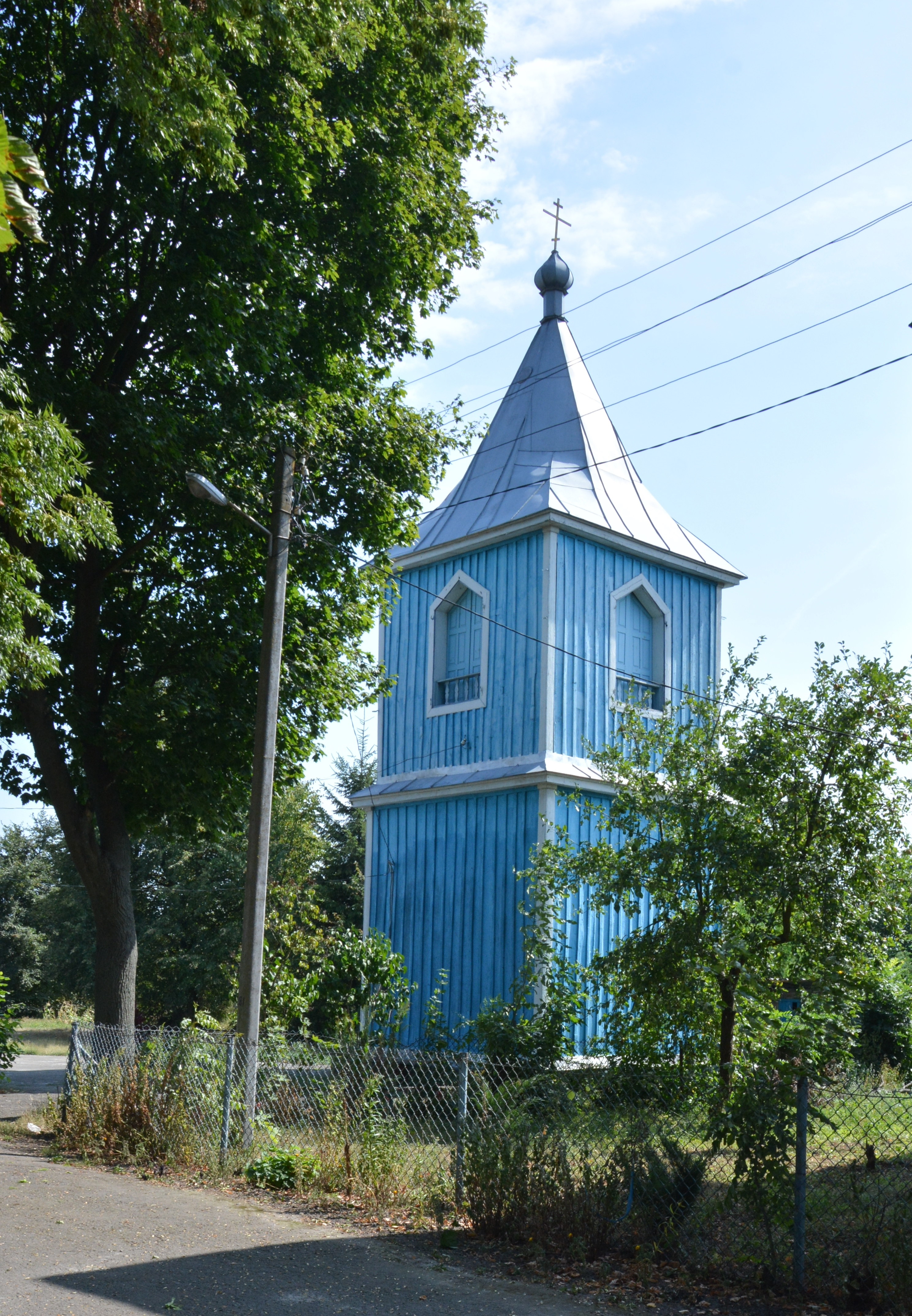
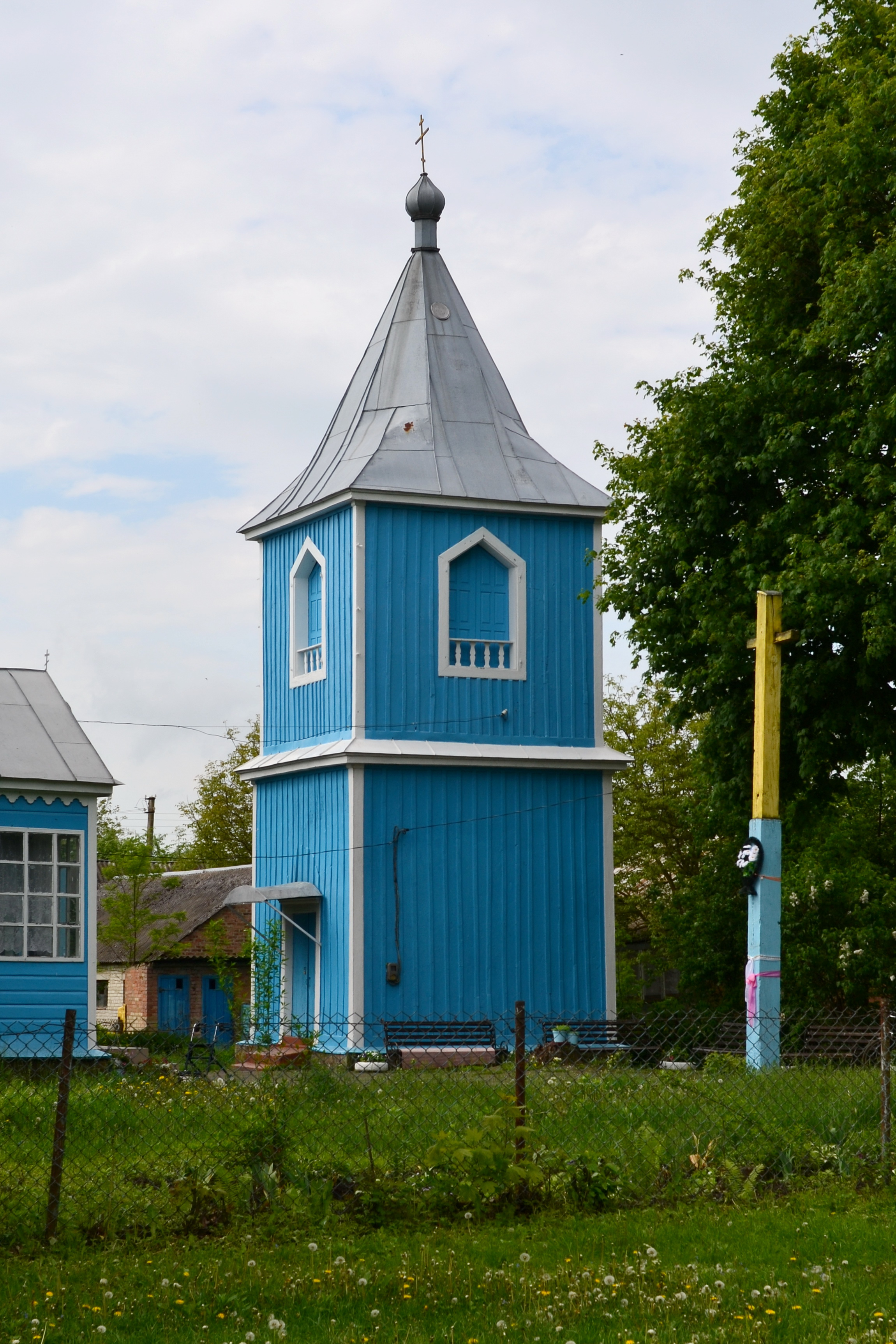